# 장철수
장철수(張哲洙, 1974년 ~ )는 대한민국의 영화 감독이다.
2000년 초반 일본으로 어학연수를 갔다가 김기덕 감독의 《섬》을 보고 곧바로 귀국, 무작정 김기덕 감독을 찾아가 《해안선》의 연출부를 하며 영화계에 입문했다. 2010년 《김복남 살인사건의 전말》을 연출하며 상업영화 감독 데뷔를 하였다.

## 학력
- 쌍용초등학교
- 쌍용중학교
- 제천고등학교
- 홍익대학교 시각디자인과

## 참여 작품
- 2002년 《해안선》 - 연출부
- 2003년 《봄 여름 가을 겨울 그리고 봄》 - 조감독, 아비드편집
- 2004년 《사마리아》 - 조감독
- 2004년 《신부수업》 - 조감독
- 2006년 《천국의 에스컬레이터》 - 각본, 연출
- 2010년 《김복남 살인사건의 전말》 - 연출
- 2013년 《은밀하게 위대하게》 - 연출
- 2020년 《시네마틱드라마 SF8 - 하얀 까마귀》 - 연출
- 2022년 《인민을 위해 복무하라》 - 연출

## 경력
- 2012년 제11회 미쟝센 단편 영화제 사랑에 관한 짧은 시선부문 심사위원

## 수상
- 2005년 제3회 경상북도 영상콘텐츠 시나리오 공모전 장려상
- 2006년 제7회 대한민국영상대전 장려상
- 2006년 제4회 고양한백 청소년대학 영화제 우수작품상
- 2010년 제14회 부천국제판타스틱영화제 작품상
- 2010년 제14회 부천국제판타스틱영화제 후지필름 이너타상
- 2010년 제47회 대종상 신인감독상
- 2010년 제30회 한국영화평론가협회상 신인감독상
- 2010년 제8회 대한민국 영화대상 신인감독상
- 2010년 제13회 디렉터스 컷 시상식 올해의 신인감독상
- 2011년 제18회 제라르메 국제판타스틱영화제 최우수상
- 2011년 제33회 황금촬영상 작품상
- 2013년 자랑스런 영월군민상